# Alexīs Pittas
Alexīs Pittas (in greco: Αλέξης Πίττας; 31 ottobre 1979) è un ex calciatore cipriota, di ruolo centrocampista.

## Carriera

### Club
Ha sempre militato nelle file di squadre cipriote.

### Nazionale
Ha giocato la sua unica partita con la maglia della Nazionale cipriota nel 2004.